# مبدأ كوري
في الفيزياء، ينص مبدأ التناظر لدى بيير كوري على أنه «عندما تنتج أسباب معينة تأثيرات معينة ، يجب العثور على عناصر تناظر الأسباب في التأثيرات الناتجة». تم تأسيس هذا المبدأ من قبل بيير كوري بعد مراقبة خصائص المجالات الكهرومغناطيسية . ويجعل المبدأ من الممكن تحديد الثوابت والتماثلات وحتى تحديد استحالة الظاهرة. والعكس ليس صحيحا ، أي أن الآثار الناتجة قد تكون أكثر تناظراً من الأسباب.
يوجد تعميم لهذا المبدأ أيضًا للظواهر الفيزيائية بما في ذلك إمكانية التشعب: للسبب نفسه ، هناك تأثيران منفصلان مادياً لا يمكن أن يتواجدا معاً. في بعض الأحيان تكون كل احتمالية يتم أخذها بشكل منفصل أقل تناظراً من السبب. في هذه الحالة (حيث نتحدث عن كسر التناظر ) ، فإن التناظر الشامل لجميع التأثيرات التي يجب أن تؤخذ بعين الاعتبار لاحترام مبدأ كوري.

## أمثلة
- نعتبر العمل المتزامن للمجال الكهربائي E والمجال المغناطيسي H داخل موصل موحد الخواص. يُفترض أن المجالين متعامدين بشكل متبادل. ثم يكون النظام ثابتًا في التناظر المحدد بواسطة المستوى Π المتعامد مع H. هذا التناظر هو تناظر الأسباب. يحد مبدأ كوري من J الحالي ، وهو التأثير الناتج عن E و H ، ليتم وضعه في المستوى Π.[1]
- قدم الفيزيائي جيه دي تالوا [2] مثالًا بسيطًا جدًا لتطبيق مبدأ كوري. يتعلق الأمر بمحاذاة الانعكاسات التي تظهر في الصور. في هذه الحالة ، السبب هو الكاميرا التي يجب أن نضيف إليها مصدر الضوء الذي ينتج الانعكاسات. التأثير هو الصورة الفوتوغرافية المنتجة في المستوى C من المستشعر (CCD أو الفيلم). تحتوي مجموعة العدسات التي تشكل الهدف على نوعين من التماثل: الدوران حول المحور البصري والتماثل فيما يتعلق بالمستويات التي تحتوي على المحور البصري. عندما نضيف مصدر الضوء (الذي يفترض أن يكون في الوقت المحدد وخارج المحور البصري) ، تختفي جميع هذه التماثلات باستثناء واحد: التماثل فيما يتعلق بالمستوى المار عبر المحور البصري ويحتوي مصدر الضوء. هذا التماثل (للسبب) هو الذي يجبر الانعكاسات (للتأثير) على خط المحاذاة ، تقاطع Π مع C
- دعونا نفكر في نظام فيزيائي دوري (ثنائي الأبعاد) (في الاتجاه الأفقي) ولدينا تناظر النمط ↑ ↓ ↑ ↓ ↑ ↓ ، وهذا يعني أن مجموعة التماثل التي يتم إنشاؤها بواسطة خط التماثل (عمودي) و مركز التماثل. لنفترض أن النظام يتفاعل مع الضوء ويقوم بعمل صور للنظام عن طريق إرسال شعاع ضوئي في الاتجاه العمودي. ثم تظهر الصورة التناظر بسبب محاور التماثل ، ولكن ليس ذلك المرتبط بمراكز التماثل ، لأن الشعاع ، الذي هو جزء من الأسباب ، ليس لديه مراكز انعكاس (ولكن لديه سلسلة متصلة من خطوط التماثل الرأسية ). هذا النوع من التحليل هو الذي سمح للفيزيائيين A.Joets و R.Ribotta بدحض التمزق المزعوم لبكرات الحمل الحراري في البلورات السائلة الخيطية ويسمى «الحول».[3]

## مصدر
- بيار كوري (1894). "Sur la symétrie dans les phénomènes physiques, symétrie d'un champ électrique et d'un champ magnétique". Journal de physique théorique et appliquée. ج. 3 ع. 1: 393-415. DOI:10.1051/jphystap:018940030039300. مؤرشف من الأصل (pdf) في 2020-01-24.

## انظر كذلك
- تناظر (فيزياء)